# Willi Stadel
Willi Stadel (Constanza, Alemania, 9 de julio de 1912-23 de marzo de 1999) fue un gimnasta artístico alemán, campeón olímpico en Berlín 1936 en el concurso por equipos.

## Carrera deportiva
En las Olimpiadas de Berlín de 1936 ayuda a su equipo a conseguir el oro en el concurso por equipos, quedando situados en el podio por delante de suizos y finlandeses, y siendo sus compañeros: Konrad Frey, Alfred Schwarzmann, Franz Beckert, Inno Stangl, Walter Steffens, Matthias Volz y Ernst Winter.